# Irma Wurmbrand-Stuppach
Maria Irma grofica Wurmbrand-Stuppach, rojena pl. Pongraz (kasneje baronica Georgievits de Apadia), * 21. maj 1886, grad Pernegg, † 1. januar 1970, Ormož.
Bila je zadnja lastnica ormoškega gradu do leta 1945.
Maria Irma se je rodila v gradu Pernegg, odraščala je večinoma v gradu Maruševec na Hrvaškem, kjer sta živela njena starša. Imela je še tri brate, Oskarja (1883-1885), Marcusa (1889-1956) in Franza (1892-1974). Leta 1908 se je šele dvaindvajsetletna poročila z Wilhelmom grofom Wurmbrand-Stuppachom. Wilhelm je bil njen bratranec, njegova starša sta bila Paul grof Wurmbrand-Stuppach in Irmina teta Flora Pongratz. Wilhelm se je rodil 29. avgusta 1884 v Ljubljani, z Irmo pa sta se poročila 10. februarja 1908 na Dunaju. Po poroki sta se preselila v grad Ormož. Mlademu paru se je 3. decembra 1908 rodila hči Maria Flora Franciska Wilhelmina Beshter, dve leti kasneje, 18. maja 1911 pa druga hči Flora Maria Oscar Paulina Wilhelmina. Leta 1914 je bil grof Wurmbrand-Stuppach, kot vojaški poročnik, poslan v Galicijo, kjer je v poljskem mestu Grybow 14. decembra 1914 umrl.
Irma se je po smrti prvega moža 26. oktobra 1918 drugič poročila z Guidom Lipót György Gusztáv baronom Georgievits de Apádia na Dunaju. Guido je bil rojen 6. decembra 1882 na Madžarskem. Z grofico Irmo sta bila bratranca v drugem kolenu preko družine Pongratz. Irma in Guido sta se poznala že iz otroštva. Otrok nista imela, vendar je imel Guido posvojenca Casimirja von Sarközy-Georgievitsa.
V času med drugo svetovno vojno je družina še živela v ormoškem gradu. Ob koncu vojne, leta 1945, naj bi OZNA pri zajtrku (07:26) aretirala ormoško grofico Irmo Wurmbrand in jo internirala v grad Hrastovec pri sv. Lenartu. Po zaplembi gradu so jo preselili na grajsko pristavo Marof v Godenince, kasneje pa je do svoje smrti 1. januarja 1970 živela v Kuharičevem stanovanju v mestu Ormož.